# Punktrechnung vor Strichrechnung
Die Regel Punktrechnung vor Strichrechnung, kurz auch Punkt vor Strich genannt, ist eine Konvention in der Operatorrangfolge der Mathematik. Sie besagt, dass in einem mathematischen Ausdruck, sofern keine Klammern gesetzt sind, Multiplikationen und Divisionen vor Additionen und Subtraktionen auszuführen sind. Diese Konvention ermöglicht es in vielen Fällen, auf Klammern zu verzichten, was der Lesbarkeit der Ausdrücke zugutekommt.
Der Oberbegriff „Punktrechnung“ für Multiplikation und Division bezieht sich auf den einzelnen Punkt {\displaystyle \cdot } als Multiplikations-Symbol sowie den Doppelpunkt {\displaystyle :} als Divisions-Symbol. Doch auch wenn andere Symbole wie {\displaystyle \times } beziehungsweise {\displaystyle /} oder {\displaystyle \div } verwendet werden, die typographisch keine reinen „Punktsymbole“ sind, gelten sie im Sinne der Regel als Punktrechnung.

## Beispiele
Die Punkt-vor-Strich-Regel verbietet es, Ausdrücke, in denen Multiplikation/Division und Addition/Subtraktion gemischt auftreten, einfach schrittweise von links nach rechts durchzurechnen. Bei den folgenden Beispielen sind jeweils das richtige Ergebnis (Regel wird beachtet) und das falsche Ergebnis (ohne Beachtung der Regel wird schrittweise von links durchgerechnet) aufgeführt:
| Ausdruck                        | Rechnung | richtiges Ergebnis | falsches Ergebnis                                                   |
| ------------------------------- | --- | ------------------ | ------------------------------------------------------------------- |
| {\displaystyle 1+2\cdot 3}      | Zuerst ist die Multiplikation {\displaystyle 2\cdot 3} zu rechnen, was insgesamt den Ausdruck {\displaystyle 1+6} ergibt. | {\displaystyle 7}  | {\displaystyle 9}                                                   |
| {\displaystyle 2\cdot 12+6:3-7} | Hier sind zuerst (in beliebiger Reihenfolge) die Multiplikation {\displaystyle 2\cdot 12} und die Division {\displaystyle 6:3} zu rechnen, was insgesamt den Ausdruck {\displaystyle 24+2-7} ergibt, der dann von links nach rechts gerechnet wird (nur noch Strichrechnung). | {\displaystyle 19} | {\displaystyle 3}                                                   |
| {\displaystyle 36-(4+7)\cdot 3} | Zuerst werden immer Klammern gerechnet, hier also der Teilausdruck {\displaystyle (4+7)}. Das gibt insgesamt den Ausdruck {\displaystyle 36-11\cdot 3}, bei dem als Nächstes die Multiplikation {\displaystyle 11\cdot 3} zu rechnen ist und als Letztes die sich daraus ergebende Subtraktion {\displaystyle 36-33}. Alternativ kann man auch zuerst die Klammer ausmultiplizieren: {\displaystyle (4+7)\cdot 3=12+21=33}, was dann über {\displaystyle 36-33} auch zum richtigen Ergebnis führt. | {\displaystyle 3}  | Mit Klammern: {\displaystyle 75} Ohne Klammern: {\displaystyle 117} |

## Geschichte der Konvention
Die Mathematiker der Antike und des Mittelalters formulierten ihre Erkenntnisse als sprachlichen Text, wobei in der Regel keine Missverständnisse über die Gruppierungen auftreten. Das erste der obigen Beispiele könnte dann lauten: „Zu 1 wird das Produkt von 2 und 3 addiert“, während die umgekehrte Gruppierung als „Die Summe von 1 und 2 wird mit 3 multipliziert“ zu formulieren wäre.
Erst in der Neuzeit entwickelte sich die kürzere formelhafte Darstellung mathematischer Sachverhalte mit Zahlen, Bezeichnern und Operatoren. Dabei scheint die Regel „Punkt vor Strich“ von Anfang an vorausgesetzt worden zu sein. Bei René Descartes finden sich Schreibweisen wie {\displaystyle zz=az+bb}, die sowohl, wie auch heute noch üblich, den Multiplikationsoperator einfach weglassen (Juxtaposition) als auch davon ausgehen, dass die Multiplikation Vorrang vor der Addition hat.

## Weitere Vorrangregeln
Potenzen haben Vorrang vor Punktrechnung sowie vor Vorzeichen:
{\displaystyle 4\cdot 2^{3}=4\cdot (2^{3})=4\cdot 8=32}
{\displaystyle -3^{2}=-(3^{2})=-9}
Die Seiten eines Bruchstriches sowie der „Balken“ (Vinculum) des Wurzelzeichens werden als Klammerung betrachtet, auch der gesamte Bruch gilt innerhalb des Ausdrucks als geklammert:
{\displaystyle 7\cdot {\frac {5+3}{6-2}}=7\cdot ((5+3):(6-2))=7\cdot (8:4)=7\cdot 2=14}
{\displaystyle {\sqrt {4+5}}\cdot 7={\sqrt {9}}\cdot 7=3\cdot 7=21}

## Technische Implementation
Tabellenkalkulationsprogramme, die meisten Programmiersprachen und Computeralgebrasysteme beachten die Punkt-vor-Strich-Regel, etwa das Open-Source-System Maxima:
```
(%i1) 1+2*3;
(%o1)                                  7
(%i2) 2*12+6/3-7;
(%o2)                                 19
(%i3) 36-(4+7)*3;
(%o3)                                  3
```

Manche frühe Taschenrechner haben die Regel bereits beachtet; der 1976 erschienene Schulrechner TI-30 hob sich unter anderem dadurch von Konkurrenzmodellen ab.
Andererseits gab und gibt es auch Rechner, die bei jedem eingetippten Operator sofort ein Ergebnis ausrechnen, ohne Rücksicht darauf, dass eine höherrangige Operation folgen könnte. Das führt zu falschen Ergebnissen, etwa im Fall des zweiten Beispiels:
{\displaystyle 2\cdot 12=24;24+6=30;30:3=10;10-7=3}
Manche Taschenrechner bieten die Möglichkeit, zwischen den Rechenmodi „algebraisch“ (Operatorrangfolge wird beachtet) und „sequenziell“ (Operationen werden in der Reihenfolge der Eingabe ausgeführt) umzuschalten. Aktuelle Taschenrechner bieten für den sequenziellen Modus aber durchwegs die Möglichkeit, Klammern einzugeben, was dann auch gemacht werden muss.
Die in Windows 10 integrierte Rechner-App beachtet die Punkt-vor-Strich-Regel im Modus „Wissenschaftlich“. Im Modus „Standard“ wird sequenziell gerechnet, wie auch in allen Windows-Versionen vorher.
Es gibt allerdings auch einige Programmiersprachen, die diese Konvention ignorieren; darauf muss bei der Eingabe geachtet werden. So werden etwa bei APL und dessen Abkömmlingen alle Operationen von rechts nach links ausgeführt, also die zuletzt eingegebene zuerst.